# NGC 701
NGC 701 este o galaxie spirală barată situată în constelația Balena. A fost descoperită în 10 ianuarie 1785 de către William Herschel. Se află la o distanță de 20,51 de megaparseci de Pământ.